# Oleandra vulpina
Oleandra vulpina är en ormbunkeart som beskrevs av Carl Frederik Albert Christensen. Oleandra vulpina ingår i släktet Oleandra och familjen Oleandraceae. Inga underarter finns listade.